# محمد خان الكبير
الشيخ محمد خان البستكي الملقب بالشيخ محمد الكبير (1113 -1197 هـ / 1701 - 1782 م) حكم بستك وجهانكيرية في جنوب إيران نيابةً عن الحكومة المركزية منذ 1737 حتى وفاته، ودام حكمه 47 عاماً. الشيخ محمد خان هو أحد أبناء الشيخ عبد القادر البستكي الذي كان يحكم في نفس فترة أخيه الشيخ محمد سعيد البستكي في لار بينما كان هو يحكم في بستك وذلك من العهد الأفشاري وسنوات من الفترة الزندية الجهانغيرية المنطقة التي تضم أراضيها بندر عباس وقشم هنجام وجزيرة هرمز، وفي مناطق لارستان وشيبكوه وبندر لنجة وحكمها.
عُرف الشيخ محمد خان فيما بعد بألقاب مثل الشيخ محمد خان الكبير والشيخ محمد دهبان. وقد أمضى الشيخ محمد 47 عاماً من عمره في الحرب والحكم، على عكس أجداده الذين قضوا في الزوايا التعبّدية الإسلامية.

## نسبه
محمد خان الكبير بن عبد القادر البستكي بن حسن البستكي بن محمد الصغير بن محمد الكبیر بن ناصر الدین بن محمد بن جابر بن إسماعيل بن عبد الغني بن إسماعيل بن عبد الرحيم بن الشیخ عبد السلام خنجي بن عباس بن إسماعيل بن حمزة بن أحمد بن محمد بن هارون بن مهدي بن مرشد بن محمود بن أحمد بن علي بن مبارك بن عبد السلام بن سعید بن عبد الغني بن طلحة بن أحمد بن إسماعيل بن سلیمان بن الأمير جعفر الأكبر بن الخليفة أبي جعفر المنصور بن الإمام محمد بن الإمام علي الساجد بن حبر الأمة عبد الله بن العباس بن عبدالمطلب الهاشمي القرشي.
والدته هي بنت الشيخ محمد بن الشيخ إسحاق بن الشيخ يوسف.

## نشأته
ولد محمد خان في شهر صفر سنة 1113 هـ / يوليو 1701 م في بستك، حيث أخذ تعليمه الأولي في مدرسة والده الإسلامية وكان لبعض الوقت يتعلم على يد عمه الشيخ عبد الرحمن بستكي، اشتهر بفصاحته في اللغة العربية والفارسية وتأثره بالكلام والخط والنقش والنستعليق، وكان مولعاً جداً بالرماية وركوب الخيل والصيد.

## حكمه
عاصر الشيخ محمد خان الكبير في ولايته العديد من المتغيرات الكبيرة التي حدثت على مستوى بلاد فارس، حيث خرجت ثورة نصير خان لاري، وقام العرب القواسم بغزو جزيرة قشم، واستغاثة آل معين بالشيخ محمد خان، إضافة إلى هجوم قاسمي آخر على ميناء لنجة عام 1755، ونهاية الحكم الأفشاري ثم مجيء الحكم الزندي.

## وفاته
بعد أن حكم بستك وجهانكيرية 47 سنة، توفي الشيخ محمد في بستك عن عمر يناهز 84 عاماً في رمضان 1197 هـ ونقل جثمانه إلى كجويه ودفن بجوار والده الشيخ عبد القادر بستك.